# Pardo d'oro
Il Pardo d'oro è il principale premio conferito assegnato dalla città e regione di Locarno al Locarno Film Festival. Assegnato dal 1968, nelle edizioni precedenti il premio aveva altri nomi. 

## Storia
Per i primi due anni il premio è stato conosciuto come Miglior Film. Poi, per due anni, il premio è stato chiamato Gran Premio. Nel 1950 e nel 1951 il premio fu della Giuria internazionale dei giornalisti; nel 1953 e nel 1954 il premio è della Giuria internazionale della critica; nel 1955 il premio è della Giuria della Radio Svizzera Italiana; nel 1957 il premio fu della Giuria dell'Associazione Svizzera della Stampa Cinematografica. Nel 1958 e nel 1960-65 il premio fu la Vela d'Oro. Nel 1959 è stato il Premio per la migliore regia. Nel 1966 e nel 1967 il premio è stato il Gran Premio della Giuria dei Giovani, mentre nel 1968 è diventato il Pardo d'oro. 

## Albo d'oro

### Miglior film (1946-1947)
- 1946[1]: Dieci piccoli indiani (And Then There Were None), regia di René Clair  ·   Stati Uniti
- 1947[2]: Il silenzio è d'oro (Le silence est d'or), regia di René Clair  ·   Francia

### Gran Premio di Locarno (1948-1949)
- 1948[3]: Germania anno zero, regia di Roberto Rossellini  ·   Italia
- 1949[4]: La ferme des sept péchés, regia di Jean-Devaivre  ·   Francia

### Premio della giuria internazionale dei giornalisti (1950-1952)
- 1950[5]: Bill sei grande! (When Willie Comes Marching Home), regia di John Ford  ·   Stati Uniti
- 1952[6]: La colpa del marinaio (Hunted), regia di Charles Crichton  ·   Regno Unito

### Premio della giuria internazionale della critica (1953-1954)
- 1953[7]
  - Giulio Cesare (Julius Caesar), regia di Joseph L. Mankiewicz  ·   Stati Uniti
  - Il compositore Glinka (Kompozitor Glinka), regia di Grigori Alexandrov  ·   Unione Sovietica
  - Il muro di vetro (The Glass Wall), regia di Maxwell Shane  ·   Stati Uniti
- 1954[8]
  - Il montone a cinque zampe (Le mouton à cinq pattes), regia di Henri Verneuil  ·   Francia
  - La porta dell'inferno (Jigokumon), regia di Teinosuke Kinugasa  ·   Giappone
  - Rotation, regia di Wolfgang Staudte  ·   Germania Ovest

### Premio della Radio della Svizzera Italiana (1955-1957)
- 1955[9]
  - Carmen Jones, regia di Otto Preminger  ·   Stati Uniti
  - Il buon soldato Svejk (Dobrý voják Svejk), regia di Jiří Trnka  ·   Cecoslovacchia
- 1957[10]: Colpevole innocente (The Young Stranger), regia di John Frankenheimer  ·   Stati Uniti

### Premio della giuria dell'Associazione Svizzera della stampa cinematografica (1957)
- 1957[10]: Il grido, regia di Michelangelo Antonioni  ·   Italia

### Premio per la miglior regia (1959)
- 1959[11]: Il bacio dell'assassino (Killer's Kiss), regia di Stanley Kubrick  ·   Stati Uniti

### Vela d'oro (1958; 1960-1965)
- 1958[12]: Un pugno di polvere (Ten North Frederick), regia di Philip Dunne  ·   Stati Uniti
- 1960[13]: Il bell'Antonio, regia di Mauro Bolognini  ·   Italia
- 1961: Fuochi nella pianura (Nobi), regia di Kon Ichikawa  ·   Giappone
- 1962: Un cuore grosso così (Un coeur gros comme ça), regia di François Reichenbach  ·   Francia
- 1963: Trasporto per il paradiso (Transport z raje), regia di Zbyněk Brynych  ·   Cecoslovacchia
- 1964: L'asso di picche (Cerny petr), regia di Miloš Forman  ·   Cecoslovacchia
- 1965: Alle 4 del mattino, due uomini... due donne (Four In The Morning), regia di Anthony Simmons  ·   Regno Unito

### Gran premio della giuria dei giovani (1966-1967)
- 1966[14]: Il coraggio quotidiano (Kazdy den odvahu), regia di Evald Schorm  ·   Cecoslovacchia
- 1967[15]: Terra in trance (Terra em transe), regia di Glauber Rocha  ·   Brasile

### Pardo d'oro (1968-oggi)

#### Anni 1960
- 1968[16]: I visionari, regia di Maurizio Ponzi  ·   Italia
- 1969: Pardo d'oro all'unanimità
  - Charles mort ou vif, regia di Alain Tanner  ·   Svizzera
- 1969: Pardo d'oro alla maggioranza
  - Nel fuoco non c'è guado (V ogne broad net), regia di Gleb Panfilov  ·   Unione Sovietica
  - Tre tristi tigri (Tres tristes tigres), regia di Raúl Ruiz  ·   Cile
  - Quelli con gli occhiali (Szemüvegesek), regia di Sándor Simó  ·   Ungheria

#### Anni 1970
- 1970
  - End of the Road, regia di Aram Avakian  ·   Stati Uniti
  - Lilika, regia di Branko Plesa  ·   Jugoslavia
  - Mujo, regia di Akio Jissōji  ·   Giappone
  - Sole O (Soleil O), regia di Med Hondo  ·   Mauritania

- Corrado Farina con il Pardo d'oro vinto nel 1971.1971: Pardo d'oro all'opera prima

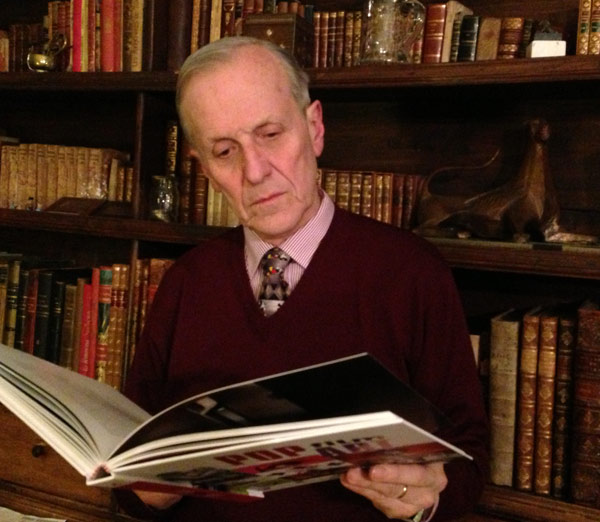
Corrado Farina con il Pardo d'oro vinto nel 1971.

  - Gli amici (Les amis), regia di Gérard Blain  ·   Francia
  - ...hanno cambiato faccia, regia di Corrado Farina  ·   Italia
  - In punto di morte , regia di Mario Garriba  ·   Italia
- 1971: Pardo d'oro all'opera seconda
  - Private Road, regia di Barney Platts-Mills  ·   Regno Unito
  - Znaky na drodze, regia di Andrzej Piotrowski  ·   Polonia
- 1972: Bleak Moments, regia di Mike Leigh  ·   Regno Unito
- 1973: Illuminazione (Illuminacja), regia di Krzysztof Zanussi  ·   Polonia
- 1974: Via dei pompieri N. 25 (Tuzolto utca 25), regia di István Szabó  ·   Ungheria

- 1975: Il figlio di Amr è morto (Le fils d'Amr est mort), regia di Jean-Jacques Andrien  ·   Belgio
- 1976: Le grand soir, regia di Francis Reusser  ·   Svizzera
- 1977: Antonio Gramsci - I giorni del carcere, regia di Lino Del Fra  ·   Italia
- 1978: I pigri della valle fertile (I tembelides tis eforis kiladas), regia di Nikos Panayotopoulos  ·   Grecia
- 1979: Il gregge (Sürü), regia di Zeki Ökten e Yilmaz Güney  ·   Turchia

#### Anni 1980
- 1980: Maledetti vi amerò, regia di Marco Tullio Giordana  ·   Italia
- 1981: Chakra, regia di Rabindra Dharmaraj  ·   India
- 1982[17]
  - Traveller, regia di Joe Comerford  ·   Irlanda
  - Rapporti prefabbricati (Panelkapcsolat), regia di Béla Tarr  ·   Ungheria
  - Les jocondes, regia di Jean-Daniel Pillault  ·   Francia
  - Quartetto Basileus, regia di Fabio Carpi  ·   Italia
- 1983: La principessa (Adj király katonát), regia di Pál Erdöss  ·   Ungheria
- 1984: Stranger Than Paradise - Più strano del paradiso (Stranger Than Paradise), regia di Jim Jarmusch  ·   Stati Uniti
- 1985: Falò - Fuoco alpino (Höhenfeuer), regia di Fredi Murer  ·   Svizzera
- 1986: Jezioro bodenskie, regia di Janusz Zaorski  ·   Polonia
- 1987: Il bebè (O Bobo), regia di José Alvaro Morais  ·   Portogallo
- 1988
  - Voci lontane... sempre presenti (Distant Voices, Still Lives), regia di Terence Davies  ·   Regno Unito
  - Farfalle (Schmetterlinge), regia di Wolfgang Becker  ·   Germania Ovest
- 1989: Perché Bodhi Dharma è partito per l'Oriente? (Dharmaga tongjoguro kan kkadalgun?), regia di Yong-Kyun Bae  ·   Corea del Sud

#### Anni 1990
- 1990: Un valzer casuale (Slouchainij Vals), regia di Svetlana Proskurina  ·   Unione Sovietica
- 1991: Johnny Suede, regia di Tom DiCillo  ·   Stati Uniti
- 1992: Qiūyuè, regia di Clara Law  ·   Hong Kong
- 1993: Azğyn üştıktıñ azaby, regia di Ermek Şynarbaev  ·   Kazakistan
- 1994: La giara (Khomre), regia di Ebrahim Foruzesh  ·   Iran
- 1995: Raï, regia di Thomas Gilou  ·   Francia
- 1996[18]: Nénette e Boni (Nénette et Boni), regia di Claire Denis  ·   Francia
- 1997[18]: Lo specchio (Āyne), regia di Jafar Panahi  ·   Iran
- 1998[18]: Mr. Zhao (Zhao Xiansheng), regia di Lu Yue  ·   Cina
- 1999[18]: Pelle d'uomo cuore di bestia (Peau d'homme, coeur de bête), regia di Hélène Angel  ·   Francia

#### Anni 2000
- 2000[18]: Papà (Baba), regia di Shuo Wang  ·   Cina
- 2001[18]: Alla rivoluzione sulla due cavalli, regia di Maurizio Sciarra  ·   Italia
- 2002[18]: Il desiderio (Das Verlangen), regia di Iain Dilthey  ·   Germania
- 2003[18]: Acque silenziose (Khamosh Pani), regia di Sabiha Sumar  ·   Pakistan
- 2004[18]: Private, regia di Saverio Costanzo  ·   Italia
- 2005[18][19]: 9 vite da donna (Nine Lives), regia di Rodrigo García  ·   Stati Uniti
- 2006[18]: Das Fräulein, regia di Andrea Staka  ·   Svizzera
- 2007[20]: La rinascita (Ai no yokan), regia di Masahiro Kobayashi  ·   Giappone
- 2008[21]: Parque vía, regia di Enrique Rivero  ·   Messico
- 2009[22]: She, a Chinese, regia di Xiaolu Guo  ·   Cina

#### Anni 2010
- 2010[23]: Winter Vacation (Han Jia), regia di Li Hongqi  ·   Cina
- 2011[24]: Aprire porte e finestre (Abrir puertas y ventanas), regia di Milagros Mumenthaler  ·   Argentina
- 2012[25]: La fille de nulle part, regia di Jean-Claude Brisseau  ·   Francia
- 2013[26]: Història de la meva mort, regia di Albert Serra  ·   Spagna/ Francia
- 2014[27][28]: Mula sa kung ano ang noon, regia di Lav Diaz  ·   Filippine
- 2015[29]: Jigeum-eun matgo geuttaeneun teullida, regia di Hong Sang-soo  ·   Corea del Sud
- 2016[30]: Bezbog, regia di Ralitza Petrova  ·   Bulgaria/ Danimarca/ Francia
- 2017[31]: Mrs. Fang, regia di Wang Bing  ·   Cina/ Francia/ Germania
- 2018[32]: Huàn tǔ, regia di Yeo Siew Hua  ·   Singapore/ Francia/ Paesi Bassi
- 2019[33]: Vitalina Varela, regia di Pedro Costa  ·   Portogallo

#### Anni 2020
- 2020: Chocobar, regia di Lucrecia Martel  ·   Argentina/ Stati Uniti/ Danimarca/ Messico
- 2021[34]: Vengeance Is Mine, All Others Pay Cash, regia di Edwin  ·   Indonesia/ Singapore/ Germania
- 2022: Regra 34, regia di Julia Murat  ·   Brasile/ Francia
- 2023: Mantagheye bohrani (Critical Zone), regia di Ali Ahmadzadeh  ·   Iran/ Germania
- 2024: Akiplėša, regia di Saulė Bliuvaitė  ·   Lituania
- 2025: Tabi to Hibi, regia di Sho Miyake  ·   Giappone